# 信報財經新聞
《信報財經新聞》（英語：Hong Kong Economic Journal），簡稱《信報》，於1973年創刊，是香港首份以財經新聞為主的中文報章，在香港甚具權威性，曾經被業界記者選舉為最有公信力的香港報章。《信報》上多個專欄甚為著名，包括林行止撰寫分析政經形勢的《林行止專欄》及股評人曹仁超撰寫的《投資者日記》等等。

## 歷史

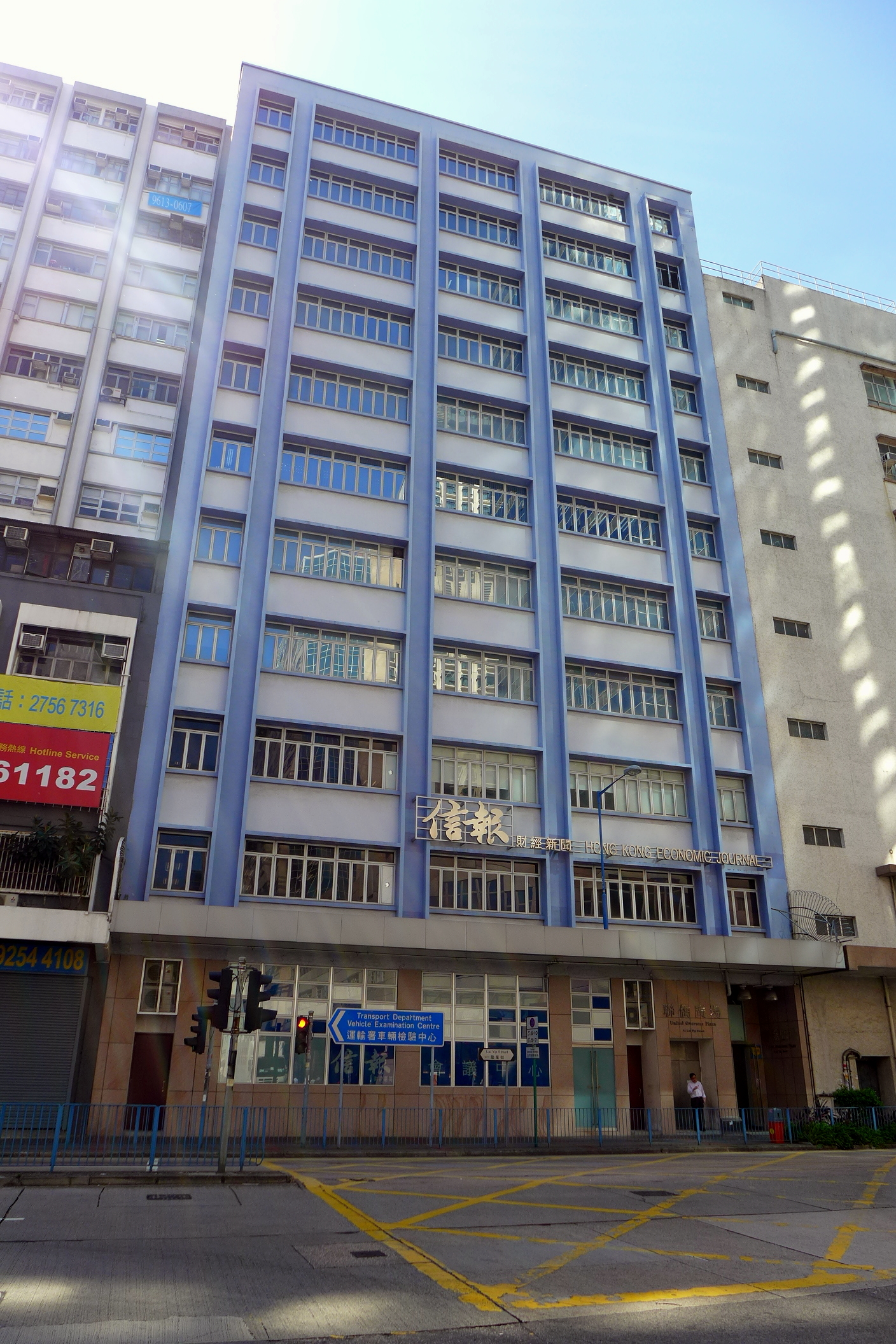
信報財經新聞位於牛頭角勵業街聯僑廣場的總部

《信報》1973年由林行止（原名：林山木）與妻子駱友梅（時為麗的電視主播）及羅治平創辦，1973年7月3日正式印行。創辦初期，第一次石油危機爆發，香港處於經濟谷底，《信報》經營困難。林行止曾把嶄新的印刷機賣給《東方日報》的馬惜如，以維持公司運作。該報總編輯現為郭豔明。
1988年，《香港經濟日報》正式出版，由於與《信報》市場定位相似（皆以經濟財經新聞為主），兩報形成競爭。由於《信報》是首份財經新聞報章，《信報》於財金界仍有一定地位，而且因其紙張少，成本較低，故頗有利潤。
2003年，《信報》立場堅定而鮮明地反對當時的《基本法》第二十三條的「國家安全條例」立法，創辦人林行止於信報成立三十周年的紀念的大日子發表的一篇「三十年感言」透露，「如果日後通過的法例與我們現在所能理解的相距不遠，辦報便將隨時誤蹈法網，屆時我們便得因應《信報》是否能夠繼續辦得下去。」惹來外界的關注。
2005年12月，傳出林行止有意把《信報》股權售予電訊盈科主席李澤楷。
2006年1月，《信報》股東及專欄作家曹仁超透露李澤楷有意以私人名義收購《信報》，但雙方暫時未有正式公佈。2006年8月8日，經多次洽談後，李澤楷終落實以總代價3500萬美元購入《信報》，並稍後購入全數股權。
2008年7月1日，《信報》網上版啟用。
2012年8月27日，信報財經新聞總部由香港島北角英皇道499至501號北角工業大廈22樓遷往九龍東牛頭角勵業街11號聯僑廣場地下。
2024年，鄧傳鏘接任《信報》總編輯。
2025年1月28日，電訊盈科以7,000萬元，向主席李澤楷收購《信報》業務。

## 架構
- 股東：以李澤楷為委託人的一間離岸信託公司所持有的公司──Clermont Media Limited 全資擁有。

## 發行
《信報》每周一至六出版，星期日及部份公眾假期休息。主要在香港、澳門銷售，亦在美國、加拿大及歐洲的華人社區銷售。

## 特色
《信報》以財經新聞為主的報章，政經評論權威豐富而聞名。
《信報》的宗旨：（參考自2003年7月3日，林行止專欄的〈三十年感言〉）
- 投資上，注重基礎分析或圖表走勢，又或是各種各樣的前人經驗和理論作為投資的參考，避免盲目跟風的消息炒賣。
- 經濟學方面，推介過各家各派的理論，同時還會從微觀層次考慮到社會損益的宏觀表現。
- 政治評論方面，我們一直是從現實出發，力保（並非鼓吹）自由、民主和一切健全的生活方式不致遠離自己的生活意識和形態，在穩定中謀求進取。

《信報》排板方式獨特而頁數和廣告也少，當香港各大報章都以圖片多而大、色彩鮮艷、娛樂消閒內容豐富為賣點，反而，《信報》以文字豐富，欠奉娛樂新聞及賽馬消息而別具一格，有稱此為專業人士而設的嚴肅報章。

## 版面

### 要聞·評聞
股市動態、金融·經濟、房產市道、政策政情、時事評論、兩岸消息、國際時事、放眼國際

#### 時事評論
- 林行止的《林行止專欄》
- 張立的《商心國是》
- 余錦賢（與「余敢言」同音，傳聞作者不只一人，據《蘋果日報》李八方報道指星期二至星期六由施立儀執筆，施立儀離職後由編輯游清源統籌。自2019年起，主筆為曾奉職於香港經濟日報、東方日報、香港01、無綫新聞（首席記者）的張家灝[5]）的《香港脈搏》
- 一木的《衆人之事》
- 洪清田的《情思香港》
- 鄭經翰的《大班人語》
- 毛孟靜的《雙聲道》
- 劉迺強的《大陸與港》
- 陳彥的《法國通訊》
- 趙景倫的《美國透視》
- 沈鑒治(《信報》前總編輯)的《居美散記》
- 關愚謙的《德意志》
- 黃裕舜的《政思故我在》
- 獅子山學會的《獅子山下》(主要作者為獅子山學會行政總監王弼,逢星期三刊登)

#### 中港評論
- 陳子帛的《台灣透視》
- 丁望的《思維漫步》
- 周永新的《厚生經營》
- 岑瑞清的《民間心戰室》
- 陳中雄的《台北政情》
- 任慧文的《北京政局》
- 程介明的《教育評論》

### 理財投資
- 曹仁超的《投資者筆記》(曹氏半退休後每周只在星期一出版)
- 畢老林的《投資者日記》(在星期二至六出版)
- 習廣思的《信筆攻略》
- 信報研究部的《市評》專欄，由莊世雄統領，不同研究員執筆
- 伊馬仕的《一周回顧》
- 譚曉涵的《滬港通實錄》
- 姚遷，陳東的《市場觀點》（前稱《投資策略》）
- 方卓如的《方如玉帥》（前稱《國金外望 （页面存档备份，存于）》）
- 蘇培科的《解經論財》
- 方立祺的《運籌制勝》
- 林森澤的《衍生拆局》
- 張公道的《走勢縱橫》
- 崔碩的《是日首股》
- 徐達的《期權戰術》
- 杜嘯鴻的《期權教室》（每隔個星期五刊登）
- 戴兆的《公司透視》
- 郭林的《港股在線》
- 梁小鷹的《技術分析》
- 郝承林的《價值物語》
- 盧斯的《個股策略》
- 譚慧敏，陳致強，Luca Paolini的《宏觀灼見》《理財方略》
- 鍾建強的《積金智見》
- 蘇子的《外匯動態》
- 余天佑的《通識MPF》
- 戴孤劃的《蠱壇辨虛實》
- 高仁的《財圈識真假》
- 余再興的《拆牌道勢》
- 姚穎謙的《上善若水》
- 封小雲的《珠三角發展》
- 溫天納的《納論神州》
- 陳志雄的《談商言義》
- 蔣涵的《縷析中華》
- 佛善竹的《細水長流》
- 黃繼瑜，劉哲寧的《宏觀遠瞻》
- 郭小菱的《衍生工具》
- 羅家聰的《一名經人》
- 馬振峰的《年青有計》
- 羅耕，林國泰的《財經DNA》
- 蘇子的《外匯動態》
- Clyde Russell的《財經路向》
- 石林的《金與銀》
- 梁小鷹
- 辛思維的《冷熱財庫》
- 鄒小敏、鄒智明、梁港生、冯浩明、陳潢的《投資行為論證篇》
- 陸文的《主板峰景》
- 陳正毅的《期指觀測》
- 簡卓峰的《突圍而出》
- 龍衍生的《窩輪透視》
- 思聰的《香港股市》
- 蔡東豪以筆名孔少林撰寫的《原是物語》
- 黃溢華的《貨幣縱橫》
- 黃美斯的《匯海縱橫》
- 龐寶林的《基金人語》
- 軒熙爸的《計量分析 （页面存档备份，存于）》
- 每日一股
- 《積金論》
- 《基金精算》
- 與慧科訊業合作的《慧眼先機》(逢星期五刊登)
- 盧世和
- Ian Beattie
- 莫健歡
- 崔永昌
- 楊潔
- 史理生
- 林向陽

#### 經濟·企管
- 張總的《毋枉管》
- 何華真的《中環醫企》(逢星期六刊出)
- 何偉傑的《財經美語》

### 副刊·文化

#### 足球·子午線
- 索卡的《HEADLINE》
- 劉兆生的《GOLF》

#### 副刊
- 《醫療》由林思華、香港家庭醫學學院供稿
- 教育欄由楊思賢、鄭楚雄、黃炳文、袁月梅、葉建源、鄧惠欣等供稿
- 短訊

#### 設計生活
- 《生命通識》周一至周五依次由李焯芬、黃明樂、劉天賜、岑逸飛、平路供稿

#### 文化
- 鄧達智的《智百厭》
- 陳鈞潤的《文藝經》
- 孔在齊的《樂文集》
- 梁款的《圖文傳真》
- 《城市筆記》由梁款、馬國明、林奕華、勁翔等供稿
- 《四方銀幕》由黃愛玲、林寒、王慶鏘、李焯桃等供稿
- 《演藝風流》由洛楓、林驄、盧偉力、彭家榮等供稿
- 《書評》
- 其他作者：紙鹿、何慶基、李歐梵、佛琳、惟得、金佩瑋、小偉、周凡夫、麥華嵩、劉偉霖、余少華、陸谷孫、何鸞、朱琦、盧偉力、陳智德、陳韻文、周淑賢、王謝心、陳鈞潤、馮顯峰等等。

#### 副刊專欄
- 游清源的《頭文字Ｙ》
- 東籬的《醉酒篇》
- 顧小培的《康和健》
- 徐詠璇的《琉璃火》
- 唯靈的《飲情食趣》
- 劉健威的《此時此刻》
- 麥敬灝 的《香港掌故》
- 劉妙賢的《名錶珍品》
- Acacia Ng 的《寰宇遊蹤》
- 瑪麗的《潮網熱話》

#### 理性消費
- 曹超人（由游清源及蔡家賢一同撰寫）的《求知者周記》（用字和風格模仿曹仁超，只於星期六刊登）。內容圍繞本地高銷費市場或奢侈品，例如：名錶、名車、雪茄、高級會籍、古董等。
- 曹超瓊的《求姿者周記》（用字和風格同樣模仿曹仁超，於2006年4月8日，星期六刊登的一文，內容有關化妝品）。

/* 已停刊專欄 */ 

#### 副刊專欄
- 《另類》由鄧達智、馮禮慈、林沛理等供稿
- 狄高的《解碼》
- 鄭天儀、陳耀紅、林思華、李志榮、金維宜的《面對面》
- 高潔的《花都拈花》
- 陳耀南的《晨光清景》
- 章可怡的《楓情萬種》
- 米松的《飽食集》
- 文啟明的《文耕草莽》
- 阿五（原名：張同）的《啡話》（作者自《信報》創刊即開始撰寫的專欄，於2009年9月身故，餘稿至同年10月刊畢）[6]
- 戴天的《乘游錄》（筆者抱恙，2009年停刊）
- 程逸的《商思話》
- Lydia的《阿麥太功課簿》
- 《上海通信》由梁昶、柳葉、毛尖供稿
- 《繁星哲語》由陳載澧、陶國璋、王建元、梁燕城、郭少棠、梁巨鴻、文潔華供稿

#### 文化
- 王啟明的《橋牌》
- 詹德隆的《中通外直》
- 陳雲的《我私故我在》

## 同系刊物
1977年，信報同時發行《信報財經月刊》，內容亦以政治及經濟分析為主，現任總編輯為鄧傳鏘。

## 外部連結
- 信報財經新聞（页面存档备份，存于）